# 夕陽丘予備校
専修学校 夕陽丘予備校（せんしゅうがっこう ゆうひがおかよびこう）とは、大阪市天王寺区にある学校法人　夕陽丘学院が経営する予備校である。

## 概要
- 所在地：大阪市天王寺区堀越町7-4 (2022年5月に新校舎へ移転、旧校舎から徒歩1分である)
- 最寄り駅：JR天王寺駅（徒歩5分）または近鉄南大阪線大阪阿部野橋駅（徒歩10分）

## 特徴
- 高校生科は単科、高卒生科はコース別になっている。
- 授業は9時20分から始まり、1コマ60分の授業で午前中は英・数・国の3教科が中心、午後は理科・社会の選択授業がある。
- 席は自由席であるが、一クラスの定員が少ないので40人入る教室に10人ぐらいで授業を展開。
- 自習室も自由席である。自習室が混み合うことはなく、いつでも快適に自習することができる。尚、平日土曜は午後8時30分、祝日や日曜は午後5時まで開いている。
- 英・数・国については、質問受付専用の講師(教科アドバイザー)がいる。
- 教科問わず休み時間に質問に行く生徒もおり、講師と生徒との距離が近い。
- 進路指導及び相談には私立・公立のコースごとに担任(クラスアドバイザー)が就いており、他の予備校とは違い、出勤していればいつでも相談可能。
- 教材はオリジナルのものが主である。
- 近隣に大手予備校の河合塾がある。かつてはECC予備校もあったが2014年3月に閉鎖。天王寺駅を挟んで南側にある天王寺予備校も関西外語専門学校の一部門となり、規模を縮小した。

## 合格実績
主に産近甲龍や関関同立、大阪公立大学への進学者が多い。近畿大学や関西大学、市大に強く、関西大学、近畿大学、大阪経済大学、関西外国語大学、大阪公立大学向けの受験対策授業や講習もある。

## 特待制度
特待生になった場合、授業料は最大で大手予備校の3分の1となり、非常に経済的である。基本的に過半数の生徒が特待生制度を活用しており、近畿県外から通いにくる生徒も少なくない。

## 注目点
- 近畿大学の全日程全学部の入試問題について公式解答を作成（オープンキャンパスで配布）。今年から推薦入試直後より、全科目の解答速報をホームページで公開。
- 様々な大学の受験会場にも指定されている。
- 年末年始（大晦日から正月三が日にかけて）も授業(ニューイヤーゼミ)を行っており関大・近大・公立大や共通テストへ向けたものが行われている。
- ここで使用しているテキストの内容がその年の入試問題に使われることがあり、その場合「的中速報」が張られる。

## 食堂
新校舎に移転後に食堂はなくなったが、五階の自習室前には値段設定が低めの自販機と飲食可能なフリースペースがある。
近所の喫茶店での弁当の販売や周辺に飲食店やコンビニが多数存在するため、昼食に困ることはない。